# Lāyen
Lāyen (persiska: لايِن, لاين, لاین) är en ort i Iran.   Den ligger i provinsen Kurdistan, i den nordvästra delen av landet, 400 km väster om huvudstaden Teheran. Lāyen ligger 1 763 meter över havet och antalet invånare är 420.
Terrängen runt Lāyen är kuperad.Runt Lāyen är det ganska tätbefolkat, med 65 invånare per kvadratkilometer. Närmaste större samhälle är Kāmyārān, 12,2 km söder om Lāyen. Trakten runt Lāyen består i huvudsak av gräsmarker.